# مرده یا زنده ایکس‌تریم والیبال ساحلی
مرده یا زنده ایکس‌تریم والیبال ساحلی (به ژاپنی: デッドオアアライブエクストリームビーチバレーボール ,Deddo Oa Araibu Ekusutorīmu Bīchi Barēbōru) یک بازی ویدئویی والیبال ساحلی در سبک ورزشی است که توسط تیم نینجا توسعه یافته و در سال ۲۰۰۳ به‌وسیلهٔ شرکت ژاپنی تکمو و به‌طور انحصاری برای کنسول ایکس‌باکس منتشر شده‌است. داستان بازی بلافاصله پس از پایان مسابقات مرده یا زنده ۳ روایت می‌شود. ایکس‌تریم والیبال ساحلی دختران جذاب سری بازی‌های مبارزه‌ای مرده یا زنده را در لباس‌های شنا نهاده و آن‌ها را در جزیره زک به مبارزه در مسابقات والیبال با قدرت بالا دعوت می‌کند. ادامه‌ای بر این بازی با عنوان مرده یا زنده ایکس‌تریم ۲، در ۱۳ نوامبر ۲۰۰۶ برای کنسول ایکس‌باکس ۳۶۰ منتشر شده‌است.

## روند بازی
در ابتدا بازی، بازیکن یکی از هشت شخصیت قابل انتخاب که همه آن‌ها مؤنث هستند را انتخاب می‌کند. شخصیت‌های قابل انتخاب شامل هفت کاراکتر از سری مرده یا زنده، بعلاوه لیسا همیلتون، که اولین حضورش در این سری بازی به حساب می‌آید. در همان ابتدا لیسا، به معرفی جزئیات بازی می‌پردازد و به بازیکن برای انجام اولین مسابقه والیبال می‌پیوندد. از آنجایی که تمام مسابقات به صورت دو به دو انجام می‌گیرد، بازیکن به صورت خودکار با یار خود وارد مسابقه می‌شود. هر روز از چهار بخش تشکیل شده‌است. صبح، ظهر، عصر و زمان شب. در هر روز، بازیکن قادر خواهد بود یک فعالیت را در هنگام صبح، بعد از ظهر و یکی را در شب داشته باشد.
در ایکس‌تریم والیبال ساحلی بازیکن مستلزم است با شریک خود به خوبی رفتار کند. بازیکن حتی قادر است شریک رقیبش را به خود علاقه‌مند کرده تا در زمین مسابقه کمتر حالت تهاجمی بگیرد. برای این منظور، ویژگی‌هایی در بازی وجود دارد که می‌توان اقلامی را به عنوان هدیه خریداری نمود، این اقلام از لباس شنای جدید و بیکینی گرفته تا لوازم جانبی همانند عینک آفتابی، رژ لب یا حتی دسر. با فرارسیدن زمان شب بازیکن می‌تواند به کازینو برود. در آنجا می‌توان یکی از چهار بازی موجود را انجام داد؛ بلک‌جک، پوکر، رولت و اسلات ماشین. انجام این بازی‌ها می‌توانند پول به ارمغان بیاورند، اما از طرفی قادر به خالی کردن اندوخته بازیکن نیز است.